# فرد ریچارد
فرد ریچارد (انگلیسی: Fred Richard؛ زادهٔ ۲۳ آوریل ۲۰۰۴) ژیمناست هنری اهل ایالات متحده آمریکا است.